# Majer Bałaban

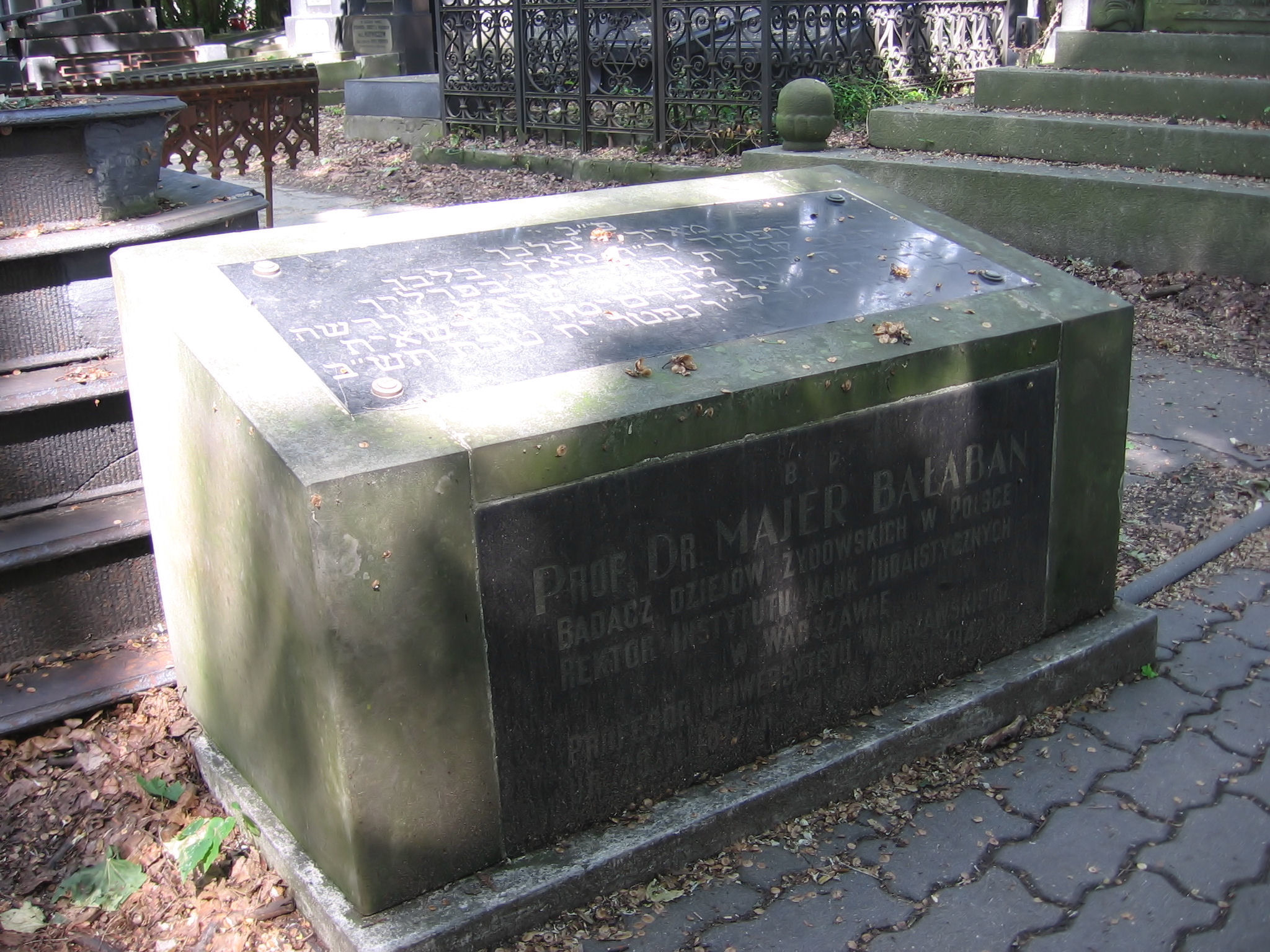
Grób Majera Bałabana na cmentarzu żydowskim przy ulicy Okopowej w Warszawie

Majer Samuel Bałaban  (hebr. מאיר בלבן; ur. 20 lutego 1877 we Lwowie, zm. 26 grudnia 1942 w Warszawie) – polski historyk, orientalista i pedagog żydowskiego pochodzenia, rabin, jeden z najwybitniejszych badaczy dziejów Żydów w Polsce, współredaktor „Nowego Życia”.

## Życiorys
Urodził się w rodzinie Aleksandra i Matyldy z Mayerów.
W 1890 ze stopniem pierwszym ukończył klasę IVb w C. K. IV Gimnazjum we Lwowie. W latach 1895–1897 studiował prawo, a w latach 1902–1904 historię i filozofię na Uniwersytecie Lwowskim pod kierunkiem Szymona Aszkenazego. Doktorat obronił w 1904. Od roku szkolnego 1904/1905 jako zastępca nauczyciela uczył religii wyznania mojżeszowego w C. K. IV Gimnazjum we Lwowie, po czym w 1909/1910 został przeniesiony do C. K. VII Gimnazjum we Lwowie. Uczył religii mojżeszowej w Prywatnym Gimnazjum Zofii Strzałkowskiej we Lwowie. W 1911 ożenił się z Gizelą Alter.
W czasie I wojny światowej pełnił posługę rabina wojskowego w armii austriackiej na terenie Lublina. Po wojnie zamieszkał w Warszawie, gdzie był współzałożycielem i rektorem utworzonego z inicjatywy partii Mizrachi Seminarium Rabinicznego Tachkemoni (z hebr. Wiedza). Z pracy w seminarium zrezygnował w 1930 po konflikcie z Mojżeszem Sołowiejczykiem, który oskarżył Bałabana o negatywny wpływ na młodzież. W 1928 habilitował się na Uniwersytecie Warszawskim. Współtworzył Instytut Nauk Judaistycznych w Warszawie, którego był profesorem od 1928. Wykładał na Wolnej Wszechnicy Polskiej, w żydowskim gimnazjum Ascola, a od 1936 był profesorem Uniwersytetu Warszawskiego. Pracował także w Ministerstwie Wyznań Religijnych i Oświecenia Publicznego.
W 1940 został przesiedlony do getta warszawskiego, gdzie kierował Wydziałem Archiwalnym Judenratu. W 1941 został głównym rabinem synagogi Nożyków.
Zmarł w nieustalonych okolicznościach, według jednej z wersji popełnił samobójstwo. Jest pochowany na cmentarzu żydowskim przy ulicy Okopowej w Warszawie (kwatera 9, rząd 10).

## Twórczość
Majer Bałaban był autorem kilkudziesięciu książek uchodzących za najważniejsze dzieła podejmujące tematykę kultury i obyczajów polskich Żydów, między innymi:
- 1903: Przegląd literatury historii Żydów w Polsce.
- 1904: Izak Nachmanowicz żyd lwowski XVI wieku. Studyum historyczne.
- 1906: Żydzi lwowscy na przełomie XVI i XVII wieku. (II wydanie w 1909)
- 1909: Dzielnica żydowska, jej dzieje i zabytki.
- 1914: Bagno głębokie. W. Sprawy i rzeczy ukraińskie. Materyały do dziejów kozaczyzny i hajdamaczyzny.
- 1916: Dzieje Żydów w Galicyji i w Rzeczypospolitej Krakowskiej 1772-1868.
- 1919: Die Judenstadt von Lublin.
- 1920: Z historii Żydów w Polsce. Szkice i studja.
- 1922: Rabin dr. Samuel Abraham Poznański (1864-1921). Szkic biograficzny.
- 1925: Historia i literatura żydowska, ze szczególnym uwzględnieniem historii Żydów w Polsce.
- 1927: Bóżnice obronne na wschodnich kresach Rzeczypospolitej.
- 1927: Studja historyczne.
- 1928: Kiedy i skąd przybyli Żydzi do Polski.
- 1929: Zabytki historyczne Żydów w Polsce.
- 1930: Żydzi w Polsce.
- 1931: Historia Żydów w Krakowie i na Kazimierzu 1304-1655. T.1, T.2 (II wydanie w 1936)
- 1932: Z zagadnień ustrojowych żydostwa polskiego.
- 1938: Żydzi w powstaniu 1863 r.

Autor biogramów w Polskim Słowniku Biograficznym (Cwi Hirsz Askenazy, Salomon Askenazy, t. 1, 1935).